# Catedral de San Pedro (Moûtiers)
La catedral de San Pedro de Moûtiers o simplemente catedral de Moûtiers (en francés: Cathédrale Saint-Pierre de Moûtiers) es una iglesia católica de rito romano, y un edificio protegido situado en la pequeña ciudad de Moûtiers, en el valle del Tarentaise, en Saboya, al este de Francia.
Fue originalmente la sede de la arquidiócesis de Moûtiers-Tarentaise, suprimida siguiendo los acuerdos del 2 de abril de 1802, que creaban la diócesis de Chambéry-Ginebra. La catedral se convirtió en la sede de la diócesis de Tarentaise desde 1825 hasta 1966, cuando un decreto de la Santa Sede fusionó las tres diócesis de Chambéry, Moûtiers y Saint-Jean-de-Maurienne en la diócesis de Chambéry, Maurienne y Tarentaise.
La catedral fue clasificada en el título de los monumento histórico de Francia en la lista del 30 de octubre de 1862,, que luego fue refrendada por un decreto del 30 de octubre de 1906. 

## Historia
Con la llegada de las tropas francesas en 1792, la catedral se transformó en un «Templo de la Razón».
En 1793, el representante en misión Antoine Louis Albitte decidió que los campanarios debían ser arrasados porque incumplían el principio de igualdad. Desafortunadamente, ese trabajo de demolición sin precaución llevó al colapso de parte de la estructura: las bóvedas románicas y góticas se derrumbaron el 24 de diciembre de 1794.
Después de la muerte del arzobispo en 1793, los sacerdotes se refugiaron en el Piamonte. No fue hasta el concordato de 1801 que la situación de la iglesia católica fue restaurada en Moûtiers, pero el arzobispado de Moûtiers fue suprimido en favor de Chambéry, cuya diócesis se extiende sobre los dos departamentos de Saboya y Alta Saboya, el cantón de Ginebra y el País de Gex.
Tras la caída del Imperio Francés en 1815, Savoya volvió a estar bajo la soberanía del rey de Cerdeña, duque de Saboya. A partir de 1827, la gente local comenzó a pensar en la restauración y reconstrucción de la catedral. Las obras fueron confiadas a los arquitectos Ernesto Melano (1792-1867) y Sogno.

## Véase también

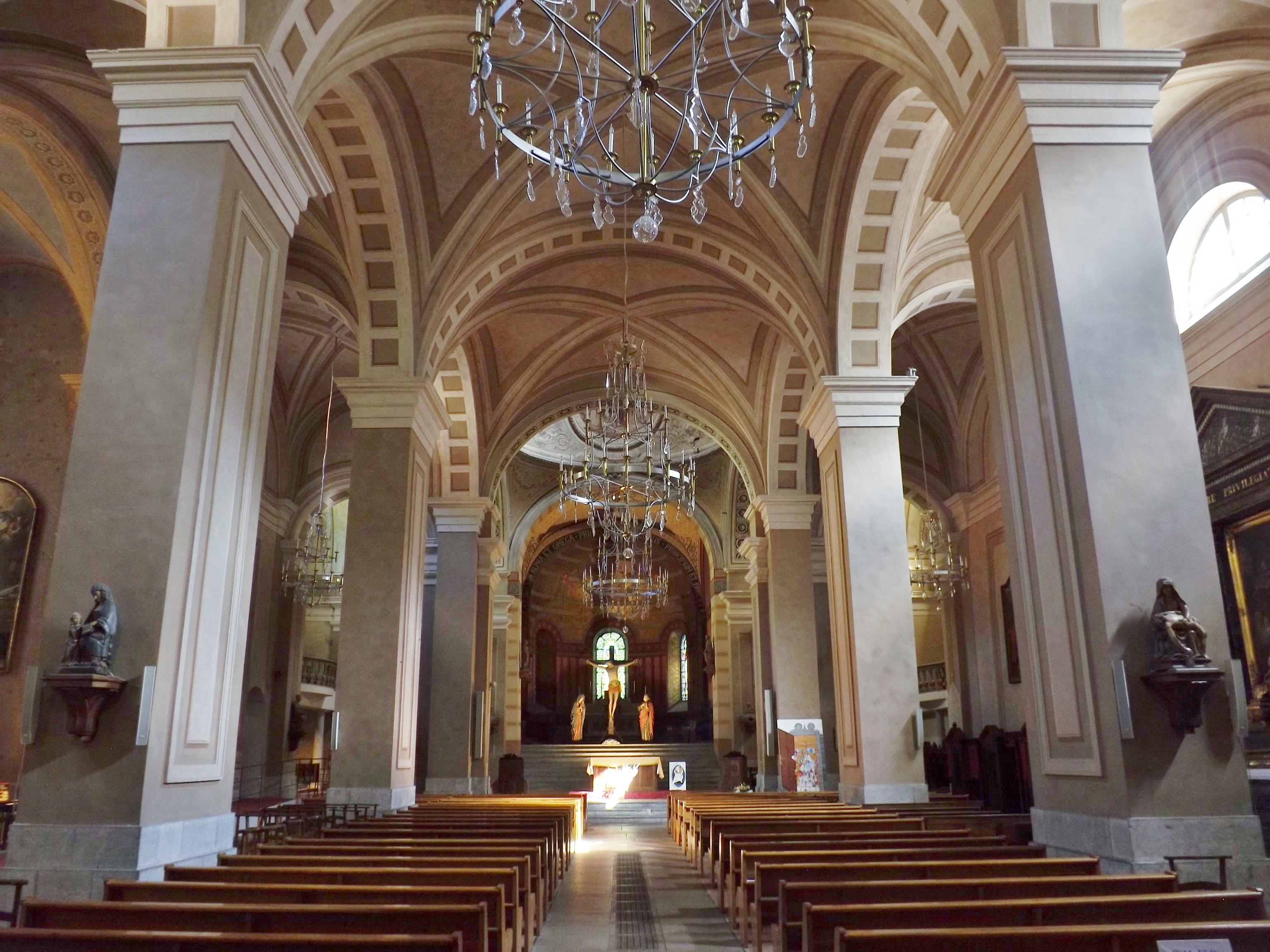
Vista interna